# Ansignan
Ansignan (in occitano Ansinhan o Ancinhan, in catalano Ansinyà) è un comune francese di 195 abitanti situato nel dipartimento dei Pirenei Orientali nella regione dell'Occitania.

## Geografia fisica

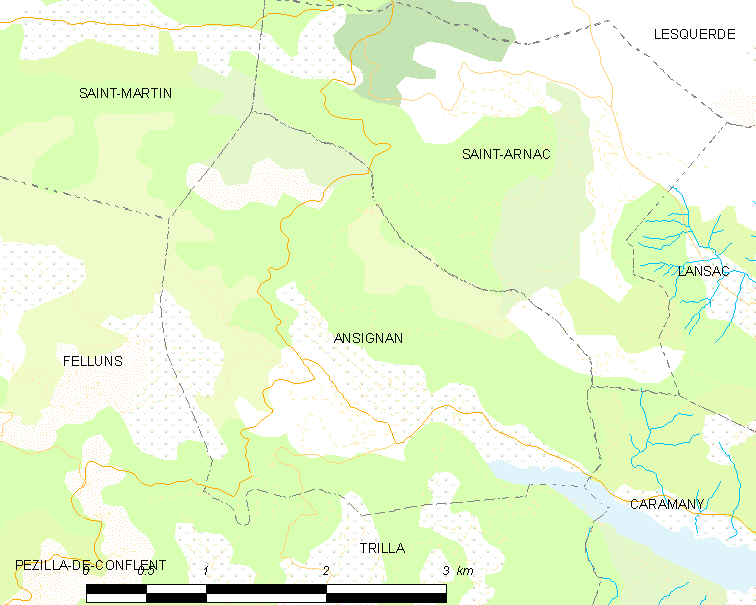
Situazione di Ansignan

## Amministrazione

### Sindaci
| Nome                  | Mandato     |
| --------------------- | ----------- |
| Joseph Grand          | 1792-1795   |
| Pierre Grand          | 1795-1799   |
| Marc Babulet          | 1799-1801   |
| Joseph Grand          | 1801-1813   |
| Joseph Grand (figlio) | 1813-1815   |
| Jean Raspaud          | 1815-1816   |
| Pierre Barbaza        | 1816-1835   |
| Jacques Gandou        | 1835-1841   |
| Jean-Baptiste Fage    | 1841-1846   |
| Joseph Pratx          | 1846-1850   |
| Saturnin Carol        | 1850-1850   |
| Joseph Merou          | 1850-1850   |
| Pierre Estève         | 1850-1851   |
| Joseph Barbaza        | 1851-1852   |
| Pierre Estève         | 1852-1856   |
| François Bascou       | 1856-1865   |
| Pierre Vaysse         | 1865-1876   |
| Joseph Barbaza        | 1876-1884   |
| André Gelly           | 1884-1888   |
| Jean-François Dauliac | 1888-1895   |
| Pierre Pech           | 1895-1908   |
| Célestin Calvet       | 1908-1912   |
| Joseph Jeantet        | 1912-1929   |
| Jacques-Louis Pech    | 1929-1935   |
| Etienne Bascou        | 1935 - 1977 |
| Guy Barbaza           | 1977 - 1999 |
| Guy Audouy            | 1999 - 2001 |
| Mauricette Pelissier  | 2001 - 2014 |
| Jean-Pierre Pilart    | 2014-       |

## Società

### Evoluzione demografica
Abitanti censiti